# CSI: Deadly Intent
CSI: Deadly Intent — компьютерная игра, основанная на телесериале C.S.I.: Место преступления. Это седьмая выпущенная игра по данному телесериалу, включая CSI: Miami и CSI: NY. Она была выпущена для Microsoft Windows 20 октября 2009 года, а для Xbox 360, Nintendo DS и Wii — 27 октября 2009 года.
Игра соответствует 9-му сезону телесериала и включает в себя персонажей Рэймонда Лэнгстона и Райли Адамса.
Актеры популярного телешоу, включая Лоренса Фишберна, Джорджа Идса, Пола Гилфойла, Эрика Шманда, Лорен Ли Смит, и Роберта Дэвида Холла, повторили свои роли в видеоигре и записали свои голоса в Лос-Анджелесе с директором озвучивания игры Тимоти Куббисоном.
Версия этой игры для Nintendo DS называется CSI: Deadly Intent — The Hidden Cases и была разработана Other Ocean. Она включает в себя четыре оригинальных дела, созданных исключительно для этой платформы.

## Дела

### Случай 1: Разбитое сердце
В случае 1, невеста по имени Линн Боудер была убита в гостиничном номере. Ваш партнер в этом деле — Ник Стоукс.
Подозреваемые — посетитель Вегаса по имени Айрам Домингес, ночной управляющий отеля Чарльз Стир и старая подруга жертвы Кэти Бурд.

### Случай 2: Может ли быть претендентом
Судья по имени Рик Симада был найден мертвым на боевом ринге. Ваш партнер в этом деле — Грег Сандерс. Подозреваемые — злой боец по имени Хэнк Хакетт, таинственная ринг-девушка по имени Тина Алленс и владелец лиги Хорас Уиллингем. Подозреваемый Хэнк Хэккетт убит на полпути в ходе расследования, что делает дело двойным убийством.

### Случай 3: Последний вздох
Телеведущая по имени Кларинда Джексон была найдена утопленной в спа-центре реабилитационного центра. Ваш партнер в этом деле — доктор Раймонд Лэнгстон. Подозреваемые — возлюбленный жертвы, Стивен Тэмпсон, ее муж Эрнест Гольдвассер и телевизионный конкурент по имени Джек Шелл.

### Дело 4: Потухший
Знаменитый огнедышащий по имени Эндрю Левеск был найден мертвым. Ваш партнер в этом деле — Райли Адамс. Согласно отчету о вскрытии, жертва уже умирала от рака, и кажется, что жертва подверглась насилию. Подозреваемыми являются домовладелец жертвы, доктор Винсенте Маното, его жена Арделл Левеск и его 18-летний пасынок Лайл Фитцер.

### Случай 5: Имитатор места преступления
Женщина-подражательница по имени Уоллес Бигановски под псевдонимом мисс А была найдена мертвой в ночном клубе. Ваш партнер в этом последнем деле — Кэтрин Уиллоус. Жертва была идентифицирована как суперзвезда, но другая идентификация показала, что был друг и менеджер жертвы. Это убийство было организовано в стиле серийного убийцы 1975 года. Этот убийца был известен как Бузер на улице Барбер. Он получил это имя, потому что он связывал своих жертв и поливал их горло виски, пока они не умерли от отравления алкоголем. Подозреваемыми являются суперзвезда, известная как Марселл (настоящее имя Флойд Коллистер), бездомный по имени Гэри Бомонт и детектив, который занимался этим делом еще в 1975 году, лейтенант Хуарис Бриггс. В конце дела вы решаете убийство знаменитости и закрываете этот холодный случай.

## CSI: Deadly Intent: The Hidden Cases

### Случай 1: Не пытайтесь сделать это дома
На съемочной площадке фильма «Бриллиантовые дьяволы» происходит взрыв и вместе с ним мёртвое тело падает на съемочную площадку.
«Неожиданный взрыв сотрясает съемочную площадку, где слишком много несчастных случаев».
Вы работаете с Рэем Лэнгстоном в этом деле.

### Случай 2: Стеклянная челюсть
Дизайнер нового казино найден мертвым на вершине меча на открытии казино.
«Открытие Glass Works Casino прервано странной смертью».
Ты работаешь с Ником Стоуксом и Кэтрин Уиллоус.

### Случай 3: Мальчики с игрушками
Воздушно-пушечный бой заканчивается по-настоящему убитым человеком.
«Узнайте, кто принес пистолет на воздушный бой».
Ты работаешь с Грегом Сандерсом.

### Дело 4: Прошлые дела
К сожалению для вас, ваш последний подозреваемый был найден отравленным, и вы видите, что терапевтическое учреждение связывает виновников ваших дел.
«Раскройте шокирующую правду за убийством знакомого лица».
Вы работаете с Кэтрин Уиллоус и Райли Адамс.

## Отзывы
| Сводный рейтинг    | Сводный рейтинг | Сводный рейтинг | Сводный рейтинг | Сводный рейтинг |
| Издание            | Оценка          | Оценка          | Оценка          | Оценка          |
| Издание            | DS              | PC              | Wii             | Xbox 360        |
| ------------------ | --------------- | --------------- | --------------- | --------------- |
| Metacritic         | 58/100          | 46/100          | 80/100          | 51/100          |
| Иноязычные издания |                 |                 |                 |                 |
| Издание            | Оценка          | Оценка          | Оценка          | Оценка          |
| Издание            | DS              | PC              | Wii             | Xbox 360        |
| GameZone           | N/A             | N/A             | 8/10            | N/A             |
| IGN                | 7,5/10          | N/A             | N/A             | N/A             |
| OXM                | N/A             | N/A             | N/A             | 4,5/10          |

Игра была встречена со «смешанными» отзывами. GameRankings и Metacritic дали ему 80 % и 80 из 100 для версии Wii; 64 % и 46 из 100 для версии для ПК; 57 % и 51 из 100 для версии для Xbox 360; и 40 % и 58 из 100 для версии для DS.